# Gurdwara Sis Ganj Sahib

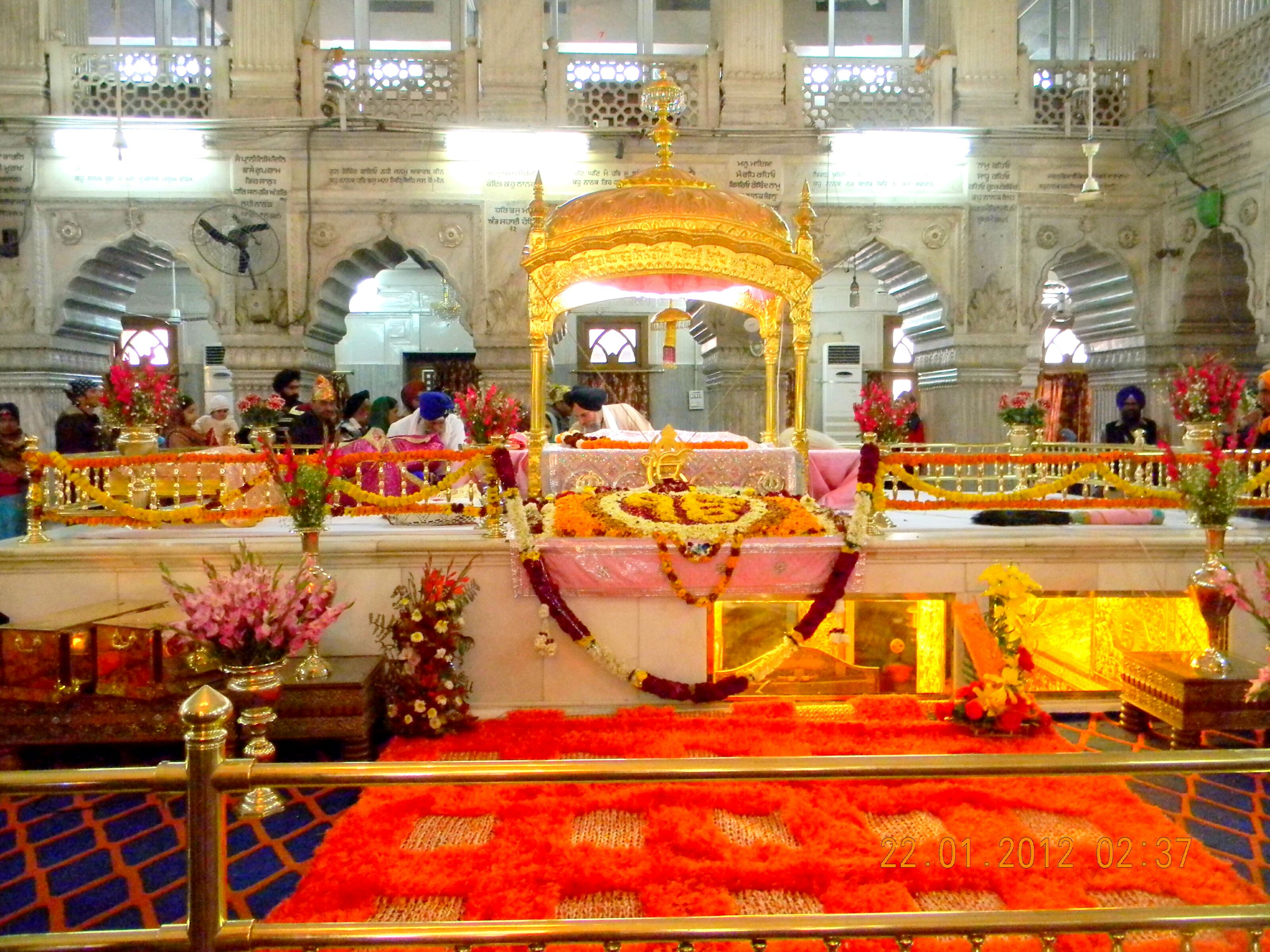
Interior da gurdwara

A Gurdwara Sis Ganj Sahib é uma das gurdwaras (templos siques) de Deli, capital da Índia. Foi originalmente construída em 1783 por Baghel Singh para comemorar o local do martírio do nono guru sique, Guru Tegh Bahadur. Situada na área de Chandni Chowk de  Velha Deli, no sítio exato onde Tegh Bahadur foi decapitado por ordem do imperador mogol Aurangzeb em 11 de novembro de 1675 por recusar converter-se ao islão.

## História
Após Tegh Bahadur ter sido decapitado e antes do corpo ser esquartejado e exposto publicamente, foi roubado a coberto da noite por um dos seus discípulos, Lakhi Shah Vanjara, que depois deitou fogo à sua casa para cremar o cadáver do guru. Esse local da cremação é assinalado pela Gurdwara Rakab Ganj Sahib.
A cabeça cortada ("sis" em hindi e em panjabi) do guru foi levada a  Anandpur Sahib por Bhai Jaita, outro discípulo de Tegh Bahadur. A cabeça foi levada para Ambala, onde ficou uma noite antes de ser cremada. No local onde esteve a cabeça em Ambala há outro templo chamado Shri Sis Ganj Gurdwara, perto do mercado de hortaliças. No local onde foi cremada a cabeça de Guru Tegh Bahadur, desafiando as autoridades mogois, em Anandpur Sahib, no Panjabe, foi erigida outra gurdwara: Gurdwara Sisganj Sahib.

## Descrição
A estrutura atual foi construída em 1930. O tronco da árvore debaixo da qual o guru foi decapitado é conservado na gurdwara, tal como o poço do qual ele retirou a água para tomar banho quando estava preso. A Kotwali ("posto de polícia"), onde o guru foi preso e os seus discípulos foram torturados, está anexa à gurdwara.
Em 11 de março de 1783, o comandante militar sique Baghel Singh (1730–1802) marchou sobre Deli com o seu exército e ocupou o Diwan-i-Am (sala de audiências) do Forte Vermelho, sede do poder mogol. O imperador mogol Alam II chegou a acordo com os siques autorizando Baghel Singh a construir gurdwaras nos sítios históricos siques de Deli e a receber seis annas em cada rupia (37,5%) de todas as taxas octroi (uma espécie de imposto sobre o consumo) cobradas na capital. Sis Ganj foi um dos santuários construídos por Baghel Singh no espaço de oito meses, entre abril e novembro de 1783. No entanto, devido à volatilidade do clima político do século seguinte, a função do edifício alternou entre mesquita e gurdwara e o local tornou-se uma fonte de disputa entre as comunidades sique e muçulmana. Depois de um longo processo litigioso, a administração colonial britânica acabou por decidir a favor dos siques e a gurdwara foi reconstruída em 1930. A cobertura dourada das cúpulas foi adicionada nos anos seguintes. O Kotwali foi entregue ao Delhi Sikh Gurdwara Management Committee (Comité de Gestão da Gurdwara Sique de Deli) em 2000.